# シロチドリ

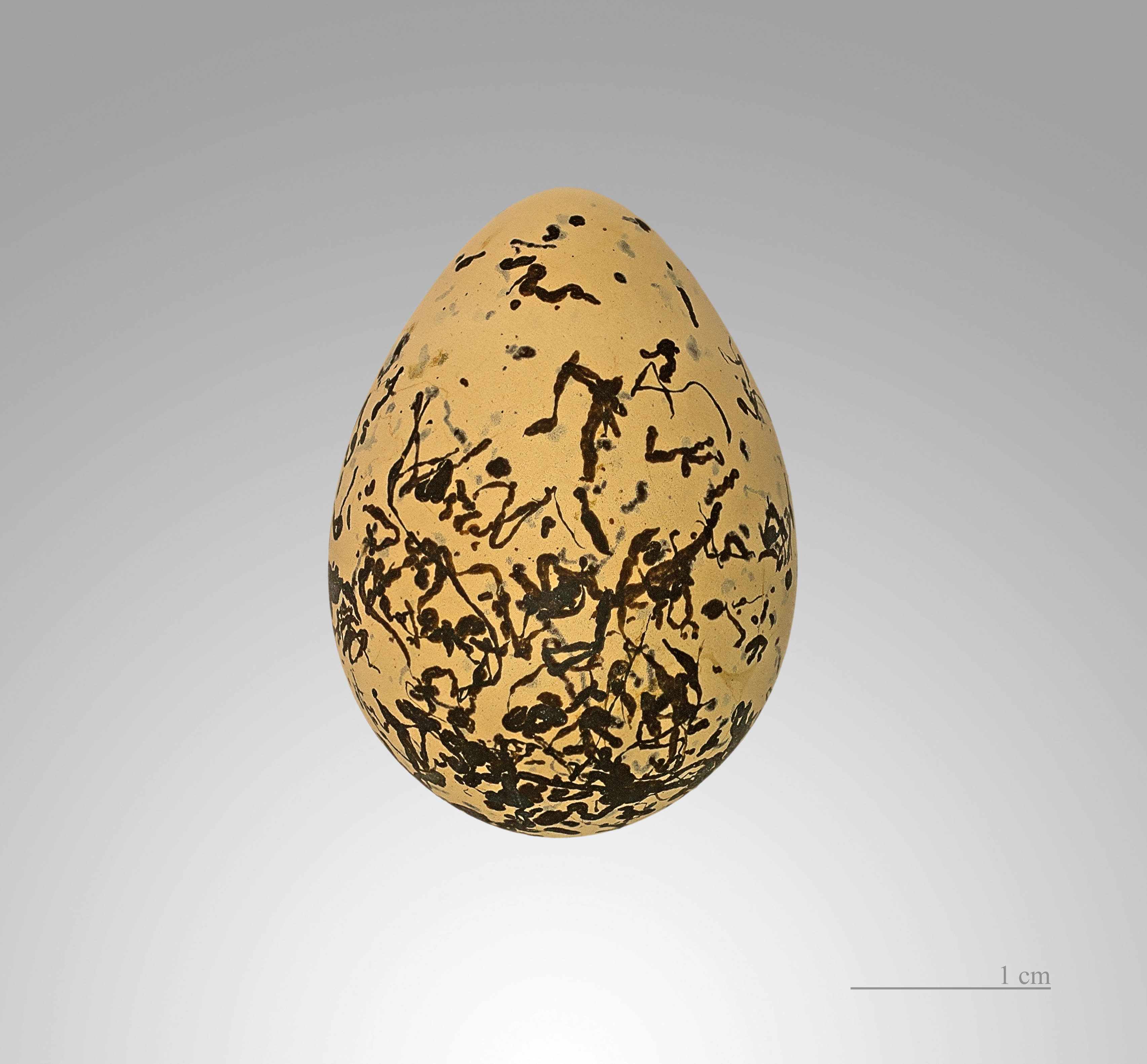
Charadrius alexandrinus

シロチドリ（白千鳥、学名 Charadrius alexandrinus）は、チドリ目チドリ科チドリ属の1種である。

## 特徴

### 分布
ユーラシア・アフリカの温帯・熱帯広域に生息する。南北アメリカに生息するのは近縁な別種ユキチドリ Charadrius nivosus である。
ユーラシア大陸中緯度地方で繁殖し、冬季になると北アフリカやユーラシア大陸南部に南下し越冬する。日本では夏季に繁殖のため飛来する（夏鳥）、もしくは本州以南に周年生息（留鳥）する。南西諸島では越冬のため飛来する（冬鳥）。

### 形態
全長10–17.5cm。翼開張42–45cm。
上面は灰褐色、下面は白い羽毛で覆われる。額は白い羽毛で覆われる。眼上部に入る眉状の斑紋（眉斑）は白い。嘴から眼部を通り後頭部へ続く斑紋（眼過線）がある。胸部側面に斑紋が入り、左右の斑紋が胸部で繋がる個体もいる。風切羽に白い斑紋があり、飛翔時には帯状に見える。
嘴は黒い。後肢は黒や黒褐色。
幼鳥は上面の羽毛の外縁（羽縁）が淡褐色。夏羽は眼過線や胸部側面の斑紋が黒いが、冬羽は眼過線や胸部側面の斑紋が褐色で不明瞭。オスの夏羽は頭頂が黒、後頭がオレンジ色の羽毛で覆われる。またメスやオスの冬羽は頭頂が灰褐色の羽毛で覆われる。

### 生態
砂浜や干潟、中流域の河川敷、湖、池沼などに生息する。非繁殖期には数十羽からなる中規模な群れを形成するが、時に数百羽からなる大規模な群れを形成することがある。
食性は動物食で、水に住む昆虫、節足動物、ゴカイなどを食べる。ジグザグとした移動と静止を織り交ぜて素早く獲物に詰め寄り捕食する。
砂地に浅い窪地を掘って産座に小石や貝殻などを敷いた巣を作り、日本では4–7月に1回に3個の卵を産む。雌雄交代で抱卵し、抱卵期間は23–29日。親は巣に外敵が近づくと翼を広げて身を屈め傷ついた振り（擬傷）をして巣から離れ、外敵の注意を巣から反らす。雛はその間じっとして動かず、保護色により周囲の小石と区別がつきづらくなる。雛は孵化してから27–31日で飛翔できるようになり、その後に独立する。生後1–2年で性成熟する。

## 分類
かつては南北アメリカのユキチドリ Charadrius nivosus と同種か別種か議論があった。ユキチドリは当初は Cassin (1858) により別種として記載されたが、Oberholser (1922) により C. alexandrinus に統合され、その後も議論が続いた。シロビタイチドリ C. marginatus や アカエリシロチドリ C. ruficapillus（研究者によってはさらにジャワクロエリシロチドリ C. javanicus）と上種を構成するという説も出た。
しかし、シロチドリはユキチドリよりもアフリカのシロビタイチドリに近縁と判明し、ユキチドリは C. nivosus に再分離された。
|  | \| \| シロビタイチドリ Charadrius marginatus \| \| \| \| \| \| シロチドリ Charadrius alexandrinus \| \| \| \| |
|  | |
|  | ユキチドリ Charadrius nivosus                                                                                 |
|  | |
|  | シロビタイチドリ Charadrius marginatus                                                                        |
|  | |
|  | シロチドリ Charadrius alexandrinus                                                                            |
|  | |

|  | シロビタイチドリ Charadrius marginatus |
|  |                                        |
|  | シロチドリ Charadrius alexandrinus     |
|  |                                        |

- シロビタイチドリ
- ユキチドリ（カリフォルニア州）

広義の C. alexandrinus（シロチドリ+ユキチドリ）は計6–10亜種に分かれる。6亜種に分けた場合、C. a. alexandrinus, C. a. dealbatus, C. a. seebohmi の3亜種がシロチドリ、C. a. nivosus, C. a. tenuirostris, C. a. occidentalis がユキチドリとなる。

## 人間との関係
三重県の県鳥に指定されている（1972年6月20日）。
- 絶滅危惧II類 (VU)（環境省レッドリスト）[2]